# Palpelius albofasciatus
Palpelius albofasciatus är en spindelart som beskrevs av George William Peckham och Elizabeth Maria Gifford Peckham 1907. Palpelius albofasciatus ingår i släktet Palpelius och familjen hoppspindlar. Inga underarter finns listade i Catalogue of Life.